# Gianni Davoli
Gianni Davoli, pseudonimo di Giovandomenico Davoli (Roma, 10 agosto 1943), è un cantautore, musicista e arrangiatore italiano.

## Biografia
Terminate le scuole medie, comincia ad appassionarsi alla musica (studia diversi strumenti musicali) e prende come punto di riferimento Domenico Modugno. Nel 1964 crea un gruppo e si esibisce nei paesi e in televisione interpretando brani di Modugno anche grazie alla collaborazione del bassista Piero Montanari. Davoli canterà anche canzoni di tanti altri artisti conosciuti all'epoca e inizierà anche l'attività di arrangiatore per tanti cantanti e cantautori; specialmente quelli degli anni sessanta e settanta.
Nel 1967 esordisce come cantautore alla Det pubblicando il 45 giri Ciao divertiti/Come un bambino. Entrambe le tracce saranno portate a compimento grazie alla collaborazione di Ezio Leoni e Cesare Gigli. Il 45 giri, però, passerà completamente inosservato. Sempre nel 1967 crea il gruppo musicale "Gli Eccentrici", con il quale realizza un unico 45 giri di discreto successo, I've Lost You/Morning, tracce scritte e composte da Gianni Marchetti, Giovanna Marini e Francesco Maselli. La realizzazione del testo e della musica della canzone Morning è stata raggiunta anche attraverso la partecipazione di Peppino Gagliardi e dello stesso Davoli. Due anni dopo, con la casa discografica Cam Records e con lo stesso gruppo musicale, pubblicherà una nuova versione dello stesso 45 giri; stavolta sulla copertina del disco sarà scritto come titolo del gruppo "John Davil e Gli Eccentrici". Dopo qualche mese dalla pubblicazione della nuova versione, il gruppo si scioglie e Davoli prosegue la carriera da solista.
Nel 1968 partecipa alla quarta edizione del Festival di Venezia con la canzone Sereno, scritta con Cesare Gigli. La canzone racconta il modo felice con cui il cantautore romano apprezza l'esistenza del mondo in ogni punto di vista. Davoli inizierà anche a sfruttare in maniera estrema le sue abilità con la fisarmonica per tantissime colonne sonore. Sono tanti i maestri per i quali Davoli ha lavorato come ad esempio Ennio Morricone, Armando Trovajoli, Sergio Capogna, Bruno Nicolai, Ritz Ortolani, Carlo Rustichelli e Nicola Piovani. Si ricorda in particolar modo, la partecipazione di Davoli con la fisarmonica per la colonna sonora del film Plagio del 1968 diretto da Capogna. La canzone di Davoli che fu sfruttata come colonna sonora del film è Morning cantata insieme a Gli Eccentrici. Davoli (per il film) la suonerà soltanto; senza cantarla e senza Gli Eccentrici. Grazie a questa sua partecipazione al film come fisarmonicista, avrà anche modo di conoscere in maniera profonda i compositori Dirtan Michailev e Gustav Mahler, i quali hanno partecipato anche loro musicalmente per il film (musiche e colonne sonore).
Nel 1969 partecipa all'ottava edizione del Cantagiro interpretando la canzone Il canotto, che diventa il suo più grande successo. Questo grande successo diventa una canzone di ballo e divertimento per tutte l'età; bambini, adolescenti, adulti e anziani. Attraverso la sua partecipazione al Cantagiro avrà anche modo di collaborare con tanti volti noti e importanti del mondo della musica come ad esempio Gianni Nazzaro, Lucio Battisti e gli Hugu Tugu.
Nel 1972 passa alla casa discografica Cinevox e pubblica il suo primo album intitolato Indimenticabile. L'album contiene l'omonimo singolo, che diventa un altro grande successo. Il 9 aprile del 1973, Gianni Davoli partecipa alla decima edizione di Un disco per l'estate con il brano E se fosse vero, che non ottiene il successo che il cantautore romano si aspettava. Nel 1978 partecipa nuovamente al Cantagiro con la canzone Amore e favole, che diventa uno dei suoi brani più celebri e apprezzati, scritto e composto con Silvestro Longo, Ugo Caldari, Salvatore Pumo e Sergio Iovane. Le canzoni di Davoli vengono tradotte anche in inglese e sarà conosciuto per gli inglesi proprio come John Davil. Nel 1981 pubblica il singolo Lazio sei grande, inno per l'omonima squadra di calcio. Nello stesso anno, avrà modo di incontrare il cantautore Pupo, il quale scriverà due canzoni per Davoli: Scusa caro amico e Giada (1981). Dopo sei anni, fonda il gruppo musicale "Gianni Davoli e la sua orchestra", che si scioglierà l'anno successivo. Con questo gruppo Davoli interpreterà anche la canzone Come è bella la mia mamma insieme a I fanciulli cantori di S. Maria in via Gianni Davoli.
Verso la metà degli anni ottanta conosce il piccolo Fabrizio Moro, il quale scrive per Davoli la canzone Boniday (1986) e le canzoni Via del corso e Vento contro vento (1988). Nel 1996 pubblica l'album dal titolo strano Ah li galli, nel quale è presente l'omonimo singolo e anche un altro caratteristico e importante per la carriera di Davoli intitolato Un angelo coi baffi, il quale parla del sentimento e della passione che lo stesso Davoli manifesta nei confronti di Modugno. Questa canzone, è infatti dedicata a lui. In questo album, inoltre, è racchiusa anche la cover della canzone Lu pisce spada di Modugno.
Due anni dopo viene contattato per cantare le canzoni di Modugno in Campidoglio per il 40º anniversario di Volare. Successivamente, così come ha fatto negli anni precedenti, si esibirà in tanti concerti nei quali canterà canzoni di Modugno. In questi concerti si parlerà anche della vita sia umana che lavorativa di Modugno e saranno proprio dei concerti dedicati a lui. La passione di Davoli per Modugno è una passione estrema.
Gianni Davoli parteciperà come musicista anche per la cantautrice Giorgia nell'album Stonata del 2007. Davoli, ha sempre accettato alcune richieste del Papa Giovanni Paolo II e del Papa Benedetto XVI; cantare per gli ammalati. E così attraverso delle iniziative dell'associazione culturale Nova Urbs Romana, Gianni Davoli si è esibito in due concerti per gli ammalati ricoverati presso l'Istituto Dermopatico dell'Immacolata. I concerti sono stati fatti di pomeriggio nel 2012, il primo nel giorno 29 dicembre e il secondo nel giorno successivo. L'iniziativa ha preso il nome di Natale ri… visitato.
Dal 2015 partecipa con successo al programma musicale "MilleVoci" di Gianni Turco.

## Discografia

### Album
- 1972 - Indimenticabile (Cinevox, SC 33/10)
- 1981 - Amore e favole (Harsch Record, HR 03301)
- 1988 - Cos'è l'amore (Centotre, CNT 27046)
- 1996 - Ah li galli (Fonit Cetra, CDM 2111)

### Singoli
- 1967 - Ciao divertiti/Come un bambino (Det)
- 1967 - I've Lost You/Morning con Gli Eccentrici (Det)
- 1968 - Sereno/Solo chi è solo (Det)
- 1969 - Il canotto/Suona (Det)
- 1971 - Diglielo tu/Strega (Cinevox)
- 1972 - Indimenticabile/Mi presti la tua ragazza (Cinevox)
- 1972 - E se fosse vero/Qualche volta no (Cinevox)
- 1972 - Due vele bianche/Per questo amore grande come il mondo (Cinevox)
- 1974 - Pelle di albicocca/Serena notte blu (Cinevox)
- 1976 - E mò/Balla Maria (Cinevox)
- 1977 - ...E far l'amore/Piccoletta mia (Cinevox)
- 1978 - Amore e favole/Ragazzina (Coi capelli sopra il viso) (Cinevox)
- 1979 - Carta d'identità (Harmony)
- 1979 - Vacanza/E via e via e via (Harmony)
- 1981 - Lazio sei grande (Lighea)
- 1981 - Scusa caro amico/Giada (Harsch Record)
- 1982 - Torna settembre/Tirami su (Green Records)
- 1986 - Scende la neve/Boniday (Centotre)
- 1988 - Via del corso/Vento contro vento (Centotre)
- 1996 - Ah li galli (Fonit Cetra)
- 1996 - Un angelo coi baffi (Fonit Cetra)

### Colonne sonore
- 1968 - Morning per il film Plagio, regia di Sergio Capogna